# Томпсон, Дарси
Сэр Дарси То́мпсон (англ. D'Arcy Wentworth Thompson; 2 мая 1860, Эдинбург, Шотландия, Соединённое Королевство Великобритании и Ирландии — 21 июня 1948, Сент-Андрус, Шотландия, Великобритания) — шотландский биолог и математик. Основатель математической биологии.
В течение 31 года занимал должность профессора естественной истории в Сент-Эндрюсском университете.
Член Лондонского королевского общества (1916), иностранный член Национальной академии наук США (1943).

## Работа «О росте и форме»
Дарси Томпсон поставил себе задачу выявить соответствие превращения форм и преобразование одного вида в другой в живой природе и математические формулы и законы физики. Он описал ограничения роста и формы, которые объясняются физическими процессами или химическими факторами вне зависимости от других. Ограничения прослеживались от некоторых очевидных случаев (например, что летающие животные не могут быть очень большими) до деталей действия процессов кристаллизации и сил поверхностного натяжения в клетках и тканях. Например, асимметрия черепа дельфина соответствует характеру потоков жидкостей внутри и снаружи тела, которые появляются в процессе движения. В отличие от рыб китообразные совершают движения, напоминающие движение гребного винта, и поэтому появляется «спиральный компонент локомоции», который и вызывает асимметрию потоков.

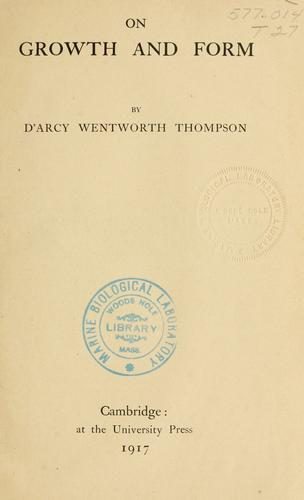
Титульная страница первого издания книги «О росте и форме» Дарси Томпсона в 1917 году.

## Награды и признание
- 1938 — Медаль Линнея
- 1942 — Медаль Даниэля Жиро Эллиота, «For his work, On Growth and Form, revised and enlarged, 1942»
- 1946 — Медаль Дарвина, «В знак признания его выдающегося вклада в биологию развития»